# حكمت شبارة
 الشاعرة حكمت شبارة 
( 1332 - 1416 هـ) 
( 1913 - 1995 م)

## سيرة الشاعر
حكمت محمود شبارة ولدت في القاهرة، وتوفيت في مدينة الإسكندرية.
أنهت تعليمها قبل الجامعي بالمدرسة السنيّة، ثم التحقت بقسم اللغة الإنجليزية بكلية الآداب، جامعة فؤاد الأول (القاهرة) في الثلاثينيات.

عملت مدرسة للغة الإنجليزية بمدرسة التوفيق القبطية.
كانت عضوًا بجماعة أبولو، ونشرت إنتاجها المبكر على صفحات مجلتها.

### الإنتاج الشعري
نشر معظم إنتاجها الشعري في المجلات: «أدبي»، و«أبولو» لأحمد زكي أبو شادي - و«أبو الهول» لسلامة موسى، و«الرسالة» و«الرواية» لأحمد حسن الزيات، و«الإمام» لعبد اللطيف السحرتي.
شعرها وجداني الطابع، يصدر عن ذات شديدة الإحساس بالطبيعة، فيه سلاسة وغنائية وبساطة، ارتبط شعرها بزمن الشباب في عمرها، كما عاصر نشاط جماعة 
أبولو ونزعاتها الوجدانية والعاطفية، فكانت مثالاً للفتاة الجديدة التي تعبر عن عالمها الخاص في مجال استأثر به الرجال.

## عناوين القصائد
- يا قلب
- خطَرَ الربيعُ.
- من قصيدة: الألوان
- يا نيل.
- أشعة البدر.
- يا قلب

* يـا قـلـبُ
يـا قـلـبُ ! قفْ إنـي سئمتُ حـيـاتـــــــي *** وقضـيـتُ فجـرَ العُمـرِ فـي الظلُمــــــــاتِ
رضـيَ الفؤادُ بذُلّهـا وعذابـهــــــــــــا *** فتـمـرَّدتْ شأنَ الظلـومِ العـاتـــــــــــي
تقتـاتُ مـن قـلـبـي وتُسقى مـن دمـــــــي *** وسُلافهـا مُستــــــــــــــــنزفُ العبرات
تـرنـو إلـيَّ وفـي ابتسـام شفـاهـهــــــا *** أمـلٌ يردّ عـلـيَّ شمسَ حـيـاتـــــــــــــي
فإذا اطمأنَّ القـلـبُ عـاد نهـارُهــــــــا *** لـيلاً وعُدتُ لأدمُعـي وشكـاتـــــــــــــي
يـا للعـواطف مُرهفـاتٍ ! صـبرُهــــــــــا *** واهٍ ومـا تـرجـوه غـيرُ مُواتــــــــــــي
قفْ يـا فؤادُ ! فقـد دفـنـتُ مشـاعــــــري *** وسكبتُ أوهـامـي وأمـنـيَّاتــــــــــــــي
* خطَرَ الربيعُ
خطرَ الربـيعُ إلـيَّ فـي شِعـرٍ كـمـــــــــا *** يسمـو الخـيـالُ إلى الخلـود فـيستقـــــرّْ
شدَتِ الطـيـورُ فكـان شـاديـنـا لهـــــــا *** نِعـمَ الـمتـرجـمُ والـمـــــــــنمّقُ للصُّور
بـدتِ الطبـيعةُ فـي ثنـايـا شعـــــــــرهِ *** وكأنّهـا السّحـرُ الـحـــــــــلالُ إذا سفر
فُضً الخطـابُ فطــــــــــــــــالعتْه نسمةٌ *** ذهـبتْ إلى قـلـبـي الـمحصَّنِ فـــــــي حذر
وبـلـمسةٍ وسنــــــــــــــــانةٍ بعثتْ له *** رُسُلَ الـحنـيـنِ إلى الجـمـال الـمستتــــر
قفْ يـا ربـيعُ عـن الـــــــــــتسلُّل خلسةً *** فـالقـلـبُ يـقتله الجـمـالُ الـمـنــــتظَر
وارفقْ بنفسٍ قـد تذوب صـبـــــــــــــابةً *** عـند انـبثـاقِ الفجـرِ عـنكَ فتـــــــنفطر
قنعتْ بحسنكَ عـن سـواكَ فلـم تجــــــــــدْ *** بـيـن الفصـولِ عـدا الربـيعَ لـتـنــــتظر
تلهـو بأيـام الشـتـاءِ مـلـــــــــــولةً *** وكأنّهـا تـرجـوه ألاّ يستـمـــــــــــــر
حتى إذا رقَّ النسـيـــــــــــــــمُ محدّثًا *** فـيـهـا الفؤادَ فَدرَّ دمعـاً مـنهـمـــــــر
وتحدّثتْ عـنكَ الـورودُ كأنّهــــــــــــــا *** تزهـو بسحـرٍ دائمٍ لا يــــــــــــــندثر
وشدتْ طـيـورُ الروضِ فـوق غصـونهـــــــــا *** وكأنّهـا تـنعى الشـتـاءَ الـــــــــمحتضَر
وتكـسّرتْ أسلاكُ شمسكَ فتــــــــــــــــنةً *** فـوق الغديرِ كأنّهـا خطُّ القــــــــــــدر
غُمِرَتْ ضُلـوعـي بـالـمشـاعـر حـلــــــــوةً *** وإذا العــــــــــــواطفُ لا تضنّ ولا تذر
وتـمـازجَ الـحـزنُ الـحنـــــــــونُ بفرحةٍ***أفـمـا رأيـتَ جـمـالَ حُلــــــــمٍ ذا خطر؟
* من قصيدة: الألوان
الروضُ فـي أطـيـافه وشعــــــــــــــاعهِ *** مـلهًى لأربـاب الفـنـونِ ومـــــــــــرقصُ
زاهٍ بأصـبـاغ الربـيعِ مـلـــــــــــــوّنٌ *** غالٍ وأغلى مـا سـواهُ الأرخـــــــــــــصُ
مـا زالـتِ الألـوانُ تضحكُ حـــــــــــولهُ *** والطـيرُ تعزفُ والأشعّةُ تـــــــــــــرقصُ!
والزهـرُ ألـوانٌ: ففلٌّ أبـــــــــــــــيضٌ *** يفتـرّ عـن بَرَدٍ وثلجٍ صـــــــــــــــــافِ
لـمّا رآه الـوردُ يرقصُ ضـــــــــــــاحكًا *** صـبـغَ الـحـيـاءُ خدودَهُ بعفــــــــــــاف
فـاحـمـرَّ حـيـن اصـفرَّ زهـــــــــــرٌ آخرٌ *** هـو بـهجةٌ للـمــــــــــــــوكب الرفّاف!
وحشـائشُ الروضِ النجـيل مســــــــــــارحٌ *** للّون فـيـهــــــــــــــــا خضرةُ الجنَّاتِ
مسحتْ يـدُ السحـرِ الصَّنـاع جـبـيـنَهــــــا *** وجفـونَهَا بخـوافت النسمـــــــــــــــات
ومشـتْ تُنغِّمُ فـوقهـا ألـحـانَهـــــــــــا *** زنّارةٌ مخضرةُ اللـمســــــــــــــــــات!
وأتى الصـبـايـا والعـرائسُ والـدّمــــــى *** بـيضَ الصدورِ بأذرعٍ مـن مـرمــــــــــــرِ
تتضـاحك الأثـوابُ عـن ألـوانهــــــــــا *** فـي الشمس بـيـن مُزعفرٍ ومُعصـــــــــــفر
وبكلّ لـونٍ غـير ذلك ضــــــــــــــــاحكٍ *** أو صـارخٍ أو فـاقعٍ أو أكــــــــــــــدر
* يا نيل
يـا نـيلُ! رفقًا بـالـبـلاد وكـنْ لهـــــا *** عـونًا، فـمـصرُ تـرى السعـادةَ فـيكــــــا
خـفّفْ بربّك مـن تدفّقك الـــــــــــــــذي *** يـدنـو بـهـا نحـوَ الهلاك وشـيكــــــــا
وارفقْ بـمـن بك هلّلـوا واستبشــــــــروا *** وبحسنك افتتـنـوا، وكـم عبـدوكـــــــــا
فَلِمَ العـداء تصـبّه فـي قــــــــــــــوةٍ *** وتُريـق مـاءك مُهلكًا واديكــــــــــــــا
مـاذا جنـته كـنـانةُ الـدّنـيـا عــــــلى *** وحـي الجـمـال؟ لعـلهـم ظلـمـوكــــــــا
فـاقبـلْ نداءً صـارخًا مـــــــــــــن أمّةٍ *** غرقى تـرى كلَّ السعـادة فـيكــــــــــــا
* أشعة البدر
يرنـو إلـيَّ الـبـدرُ مـن عـلـيــــــــائه *** كـالـوحـي يـهـبط فـي فؤاد الـمــــــرسلِ
فـيذوب قـلـبـي فـي قـداسة سحـــــــــره *** مُتهلّلاً لضـيـائه الــــــــــــــــمتهلّل
تـنسـاب مـنه أشعّةٌ مفتـــــــــــــــونةٌ *** بـالخـفق كـالطـيف الـحـيـيّ الـمقبـــــل
أو كـالـمحـبّ يروم وكرَ حـبـيبــــــــــه *** لـيلاً ويـخشى مـن عـيـــــــــــونِ العزّل_
هـبطت تشـاركـنـي الـوسـادَ وشـــــــاهدتْ *** دمعـي يسـيل بـهـا مَسـيل الجـــــــــدول
دمعـي يغشّي فرحةً مكبـــــــــــــــــوتةً *** فـي القـلـب كـالسـرّ العزيـز الـــــمقفل
فتسـاءلـتْ فـيـمَ الـبكـاءُ؟ ومــــــا درت *** أنّ السعـيـد له دمـوعُ الـمبتلــــــــــي